# خوان خوسيه إمبرودا
خوان خوسيه إمبرودا أورتيز ( مليلية ، 24 يونيو 1944) هو سياسي إسباني من الحزب الشعبي ، الرئيس الحالي لمليلية منذ يوليو 2023. في السابق كان بين عامي 2000 و 2019. وكان أيضًا عضوًا في مجلس الشيوخ عن تلك الدائرة الانتخابية . وهو شقيق خافيير إمبرودا الذي كان مدرب كرة السلة ووزير التعليم والرياضة الأندلسي .

## مهنة سياسية
انتخب على قوائم اتحاد الوسط الديمقراطي، وكان النائب الأول لرئيس البلدية والناطق الرسمي باسم مجلس مدينة مليلية بين عامي 1979 و1983. بعد تأسيس اتحاد بويبلو ميليلينس في عام 1985، تم انتخابه مستشارًا للحزب المذكور في الانتخابات البلدية عام 1987. وبعد الموافقة على نظام مليلية للحكم الذاتي ، انتخب نائبا بمجلس مليلية في عامي 1995 و 1999 .
في عام 2000، أصبح رئيسًا لمدينة مليلية المتمتعة بالحكم الذاتي بعد اقتراح بحجب الثقة قدمه حزبه، في ذلك الوقت، اتحاد شعب مليلية، جنبًا إلى جنب مع الحزب الشعبي وحزب العمال الاشتراكي، ضد الرئيس آنذاك مصطفى أبرشان ، من حزب الائتلاف من أجل الاستقلال. مليلية . في نفس العام، تم انتخابه عضوًا في مجلس الشيوخ من قبل التحالف بين حزبه المحلي، اتحاد شعب ميليلينس ، والحزب الشعبي . وكان رئيس القائمة لنفس الائتلاف عام 2003 ، وأعيد انتخابه رئيساً بالأغلبية المطلقة.
في عام 2003، تم دمج حزبه، اتحاد بويبلو ميليلينسي ، بشكل نهائي في حزب مليلية الشعبي الذي كان رئيسًا له منذ ذلك الحين.
ومن 2003 إلى 2011 فاز في انتخابات مجلس مليلية بأغلبية مطلقة، إلى أن خسر في انتخابات مجلس مليلية عام 2015 الأغلبية المطلقة واضطر إلى التوصل إلى اتفاق مع الحزب الشعبي في الحرية، والذي من شأنه أن وانتهى الأمر في النهاية باستيعابهم من قبل حزب مليلية الشعبي نفسه.
وفي انتخابات مجلس مليلية 2019، فاز في الانتخابات رغم خسارته للأصوات والمقاعد مما جعل إعادة انتخابه مستحيلة. تمكن ائتلاف مليلية ، حزب العمال الاشتراكي العمالي وحزب سيودادانوس، من تقديم حكومة بديلة، مما أدى إلى إطاحة خوان خوسيه إمبرودا والحزب الشعبي بعد 19 عامًا من حكم المدينة المتمتعة بالحكم الذاتي.

### تعديلات على حدود مليلية وتعليق مثير للجدل من إمبرودا
في فبراير/شباط 2014، كانت هناك تدفقات كبيرة من المهاجرين من جنوب الصحراء الكبرى الذين قفزوا عبر سياج مليلية الحدودي. ونتيجة لذلك، دخل إجمالي 150 مهاجرًا إلى المدينة المتمتعة بالحكم الذاتي وتم نقلهم إلى مركز الإقامة المؤقتة للمهاجرين. تلقت عملية الحرس المدني على الحدود انتقادات واسعة النطاق لأن المهاجرين قوبلوا بالرصاص المطاطي وتم طرد العديد منهم بإجراءات موجزة. ودافع إمبرودا عن تصرفات الحرس المدني وطالب بتغيير قانون الهجرة. وكانت تصريحاته مصدر جدل: "إذا لم يتمكن الحرس المدني من التحرك، فلنضع المضيفات على الحدود كلجنة استقبال". [بحاجة لمصدر]
في 15 يونيو 2019، عندما كان خوان خوسيه إمبرودا يترشح لإعادة انتخابه لولاية سادسة بعد 19 عامًا كرئيس للمدينة المتمتعة بالحكم الذاتي، معتمدًا على الأصوات المؤيدة لحزبه، حزب مليلية الشعبي ، وحزب فوكس ، وبدا أن كل شيء يشير إلى أن النائب الوحيد في سيودادانوس سيمتنع عن التصويت.
وأثناء تشكيل جمعية مليلية، جاءت المفاجأة، حيث قدم مرشح سيودادانوس إدواردو دي كاسترو ترشيحه للمنصب، مما أثار دهشة إمبرودا والحزب الشعبي لمليلية . بأصوات مؤيدة لنفسه، تم تعيين إدواردو دي كاسترو ، النائب الوحيد لحزب سيودادانوس ، ائتلاف مليلية وحزب العمال الاشتراكي الاشتراكي، رئيسًا للمدينة المتمتعة بالحكم الذاتي، مما أدى إلى إطاحة إمبرودا والحزب الشعبي لمليلية .
في نفس اليوم، تخلى إمبرودا، في مؤتمر صحفي بمقر حزب الشعب في مليلية، عن عضويته في جمعية مليلية ووصف إدواردو دي كاسترو بأنه "مرتد". 
في عام 2023، فاز حزب الشعب في انتخابات مليلية بأغلبية 28 مليونًا بأغلبية مطلقة، وتم انتخاب خوان خوسيه إمبرودا رئيسًا لمليلية بالأغلبية المطلقة بأغلبية 14 صوتًا لحزب الشعب والامتناع غير المتوقع للنائبة فاطمة محمد قدور عن التصويت.  تم انتخاب رئيس حزب مليلية الشعبي بعد 20 يومًا من الموعد المقرر في البداية (17 يونيو) بعد الطعون الفاشلة التي قدمتها هيئة تدابير الصحة النباتية أمام المجلس الانتخابي ومحكمة العدل العليا في الأندلس (TSJA)، والتي طلبت فيها تكرار الانتخابات بسبب مخالفات مزعومة في التصويت عبر البريد. 

## روابط خارجية
- Ficha biográfica en la web del Senado
- Credencial acreditativa de su condición de Senador electo por la circunscripción de Melilla.قالب:Sucesión